# Herbert Meredith Marler
Herbert Meredith Marler (7 mars 1876-31 janvier 1940) est un notaire et homme politique fédéral du Québec.

## Biographie
Né à Montréal, il étudie en droit à l'Université McGill. Il joint ensuite la firme de notaire de son père qui a été renommée Marler & Marler. Durant la Première Guerre mondiale, il est major dans le 245e Bataillon du Corps expéditionnaire canadien.
Élu député du Parti libéral du Canada dans la circonscription fédérale de Saint-Laurent—Saint-Georges en 1921, il devient ensuite ministre sans portefeuille dans le cabinet de Mackenzie King. Il est défait en 1925 par le conservateur Charles Hazlitt Cahan.
Après sa défaite, King nomme Marler envoyé spécial au Japon en lui permettant d'utiliser le titre d'Envoyé extraordinaire et de ministre plénipotentiaire du Canada dans l'Empire japonais en 1929. Fait chevalier en 1935 il est la troisième personne envoyé par le gouvernement canadien avec un statut diplomatique. Les deux autres sont Vincent Massey envoyé aux États-Unis en 1926 et Philippe Roy en France en 1928. Se considérant ministre canadien de l'Orient, il concentre ses efforts dans la construction de relations commerciales avec la Chine et le Japon. Il effectue une tournée de conférences à travers le Canada et pendant lesquelles il encouragea le commerce entre le Canada et l'Asie de l'Est.
Après être retourné au Japon en 1936, il est Envoyé extraordinaire et ministre plénipotentiaire du Canada aux États-Unis jusqu'en 1939.